# Тайванська опера

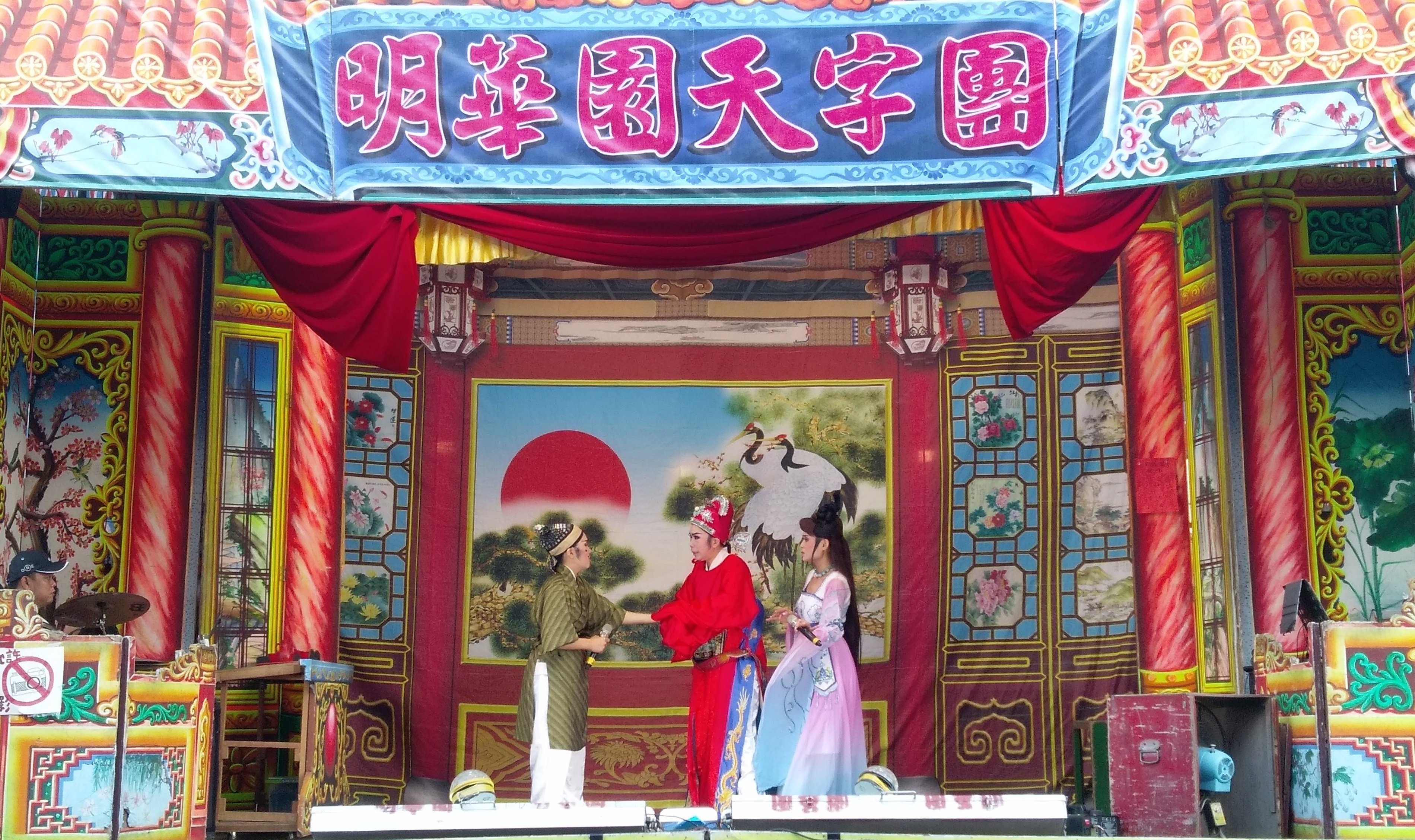
Тайванська опера

Тайванська опера (歌仔戲, гецзай-сі) — форма традиційної китайської драми, що має тайванське походження, яке зародилася у повіті Ілан наприкінці XIX ст.

## Історія
У середині XIX ст. переселенці з Китаю поєднали свої пісні і танці з народними піснями і танцями Тайваню. Ранні форми цього жанру були дуже простими, короткими і виконувалися на релігійних і традиційних святах. Під час масових народних гулянь актори-аматори клали на землю чотири жердини і розігрували на умовній сцені нескладні сюжети, керуючись лише загальними установками, особистим досвідом і талантом до імпровізації. Пізніше їх виступи перекочували з «землі» на тимчасові відкриті підмостки. Декорації тоді були невеликих розмірів, прості і умовні. Задник сцени створювала проста кольорова тканина, а звичайний стіл зображав високу гору. Жанр гецзай-сі ніколи не створював мовних і культурних бар'єрів для жителів острова. Арії звучали на місцевому розмовному діалекті і співалися природно, а не фальцетом, як в пекінській опері. У роки японської окупації Тайваню (1895—1945 роки) з 11 стилів співу, використовуваних виконавцями в тайванській опері, наибільш популярним був так званий «Слізливий тон», оскільки тоді переважали сумні сцени, що виражають почуття смутку, гніву й невдоволення колоніальним режимом.
Найвищого розквіту Тайванська опера досягла у 1920—1930-ті роки, коли вона майже повністю витіснила всі інші оперні стилі, включаючи пекінську оперу (цзінцзюй). Тайванська опера була дуже популярна і в південному Китаї, особливо у провінції Фуцзянь.
Після початку у 1937 році агресії Японії проти Китаю японці намагалися витіснити залишки китайської культури на острові і прискорити процес його «японізації». Вистави гецзай-сі були заборонені, однак актори виступали таємно, іноді в звичайному одязі, а при появі поліції швидко ховалися, в той час як інші актори продовжували розігрувати сцени іншого змісту.
Після 1945 році Тайванська опера пережила нову епоху розквіту. До середини 1950-х років на Тайвані було близько 500 труп, у складі яких брало було від 30 до 60 осіб. Вони гастролювали по багатьом країнам Азії. У 1956 році з'явилася перша екранізація спектаклю гецзай-сі, що мала величезний успіх. Однак з розвитком нових форм розваг популярність цього виду мистецтва поступово стала сходити нанівець. До 1964 року на острові залишилося менше 100 труп. З середини 1970-х років Тайванська опера представлена у театральних постановках, телеспектаклях, радіопостановках і кінофільмах.

## Сутність
Гецзай-сі поєднує спів, танці, акробатику і бойові мистецтва; костюми і грим акторів в основному ті ж, що в пекінській опері, але більш прості. У виставі використовують 8 музичних інструментів, на яких грають до п'яти музикантів. У виставах найвідомішої (з 1929 року) школи гецзай-сі «Мінхуа-юань» (明 華園 歌仔戲 團) беруть участь більше 10 музикантів.
Натепер гецзай-сі є свого роду синтезом різних оперних стилів. Сучасні трупи посилили видовищність вистав за рахунок красивих декорацій, репертуар коливається від «жалісливих» трагедій до комедій, звичайно заснованих на китайських літературних сюжетах і народних оповідках, легендах з регіону поширення фуцзяньського діалекту (міньнань). До початку XXI ст. місцеві корені гецзай-сі послужили стимулом для її чергового відродження в руслі політики «тайванізаціі». Вивчення цього жанру включено до програми середніх шкіл і вишів. Сотні місцевих театральних труп продовжують розвивати й удосконалювати унікальні форми і традиції тайванської опери.